# 653 г. пр.н.е.

## Събития

### В Азия

#### В Асирия
- Цар на Асирия е Ашурбанипал (669/8 – 627 г. пр.н.е.).[1]
- Шамаш-шум-укин (668 – 648 г. пр.н.е.) е цар на Вавилон и управлява като подчинен на своя брат Ашурбанипал.[2] Вероятно към тази година той формира антиасирийска коалиция, която включва Елам чиито цар през същата година напада асирийските територии на изток от река Тигър, но е отблъснат.[3]
- Ашурбанипал подготвя и започва военни походи срещу Елам и племето Гамбулу.[4]

#### В Елам
- Асирийците нахлуват в Елам и побеждават в битка при Телл Туба (Tell Tuba), на река Улая (Ulaya или Ulai), царя на Темпти-Хума-ин-Шушинак (Теуман) (664 – 653 г. пр.н.е.), който е убит, а на негово място победителите поставят двама еламитски принца, които дотогава са изгнаници в Асирия.[4]
- Съобразно асирийското разделение на Елам Хумбанигаш II (653 – 652 г. пр.н.е.) управлява едната част със столици Суза и Мадакту, а Тамариту I (652 – 649 г. пр.н.е.) управлява другата част със столица Хайдалу (Khaidalu).[5]

#### В Мидия
- Асирийците повеждат и успешен поход срещу мидийското царство като го побеждават и оставят техните съюзници скитите да го управляват.[6]
- Царят на Мидия Фраорт (675 – 653 г. пр.н.е.) загива по време на военните действия.[7]
- Скитите властват над Мидия в периода 653 – 625 г. пр.н.е.[7]

### В Африка

#### В Египет
- Псаметих (664 – 610 г. пр.н.е.) е фараон на Египет.[8][9]

#### В Куш
- Царят на Куш Танутамун (664 – 653 г. пр.н.е.) умира и е наследен от Атланерса (653 – 643 г. пр.н.е.).[10]

## Починали
- Танутамун, цар на Куш (664 – 653 г. пр.н.е.)
- Темпти-Хума-ин-Шушинак (Теуман), цар на Елам (664 – 653 г. пр.н.е.)
- Фраорт, цар на Мидия (675 – 653 г. пр.н.е.)